# BMW 315
La 315 è un'autovettura di fascia medio-alta prodotta dal 1934 al 1937 dalla Casa automobilistica tedesca BMW.

## Storia e profilo

### Debutto
La BMW 303, primo modello della BMW dotato di motore a 6 cilindri, raggiunse un successo parziale, limitato principalmente dal prezzo troppo alto in rapporto alla cilindrata troppo bassa, neppure 1.2 litri, e quindi in rapporto alle prestazioni troppo modeste. Già durante la presentazione della 303, avvenuta nel 1933, la BMW pensò anche di derivare da quest'ultima altre varianti più potenti, cosciente delle modeste prestazioni della stessa 303 e quindi anche dell'eventuale tiepida accoglienza da parte del mercato. Partì quindi un progetto che avrebbe conosciuto il suo epilogo nel lancio di un nuovo modello dalle maggiori prestazioni. Per questo nuovo modello venne presa come base proprio una 303, il cui motore venne rialesato e dotato di un nuovo albero a gomiti dalle manovelle più lunghe, in modo da ottenere cilindrate maggiori. Il modello definitivo fu commercializzato con la denominazione 315, che venne lanciata sul mercato nel marzo del 1934.

### Caratteristiche
La 315 (da non confondere con la ben più economica 3/15), differiva dalla 303 essenzialmente per il motore da 1490 cm³, alimentato da due carburatori Solex ed era in grado di erogare 34 CV a 3500 giri/min. Per il resto, la meccanica era quasi del tutto identica alla 303, ne differiva ancora solo per la diversa rapportatura del cambio, che in ogni caso rimase sempre del tipo manuale a 4 marce con terza e quarta marcia sincronizzate. Si ritrovavano quindi anche in questo caso l'avantreno a ruote indipendenti e il retrotreno ad assale rigido, l'impianto frenante a quattro tamburi e lo sterzo a cremagliera.
La 315 venne inizialmente proposta in cinque varianti di carrozzeria: accanto alla berlina vennero previste una versione trasformabile, una cabriolet a quattro posti, una cabriolet biposto ed una torpedo. Venne comunque prevista anche la possibilità di avere il solo telaio nudo da allestire secondo le esigenze del cliente, per esempio come furgonetta.

### Carriera commerciale
Nell'estate del 1934 venne presentata un'inedita variante roadster denominata 315/1, che meccanicamente differiva dalle altre 315 per il motore più spinto grazie all'adozione di un terzo carburatore Solex, cosicché la potenza massima poté salire fino a 40 CV a 4000 giri/min. Le prestazioni velocistiche erano buone solo su quest'ultima variante, in quanto riusciva a raggiungere i 120 km/h di velocità massima, mentre le altre versioni superavano di poco i 100 km/h. Tuttavia, la produzione venne avviata solo a fine anno e le prime consegne si ebbero solo all'inizio del 1935, in contemporanea con una variante roadster più potente perché equipaggiata con un nuovo motore da 1,9 litri derivato dal motore della 315 e che darà origine ad una gamma di modelli parallela alla 315 stessa.
In realtà, per descrivere la carriera commerciale della BMW 315 bisogna fare una grande distinzione: se infatti viene comunemente detto che la vettura fu prodotta fra il 1934 ed il 1937, ciò non è in realtà del tutto vero: infatti, la produzione destinata ai clienti privati cessò di fatto a metà del 1936 e da quel momento fino al 1937 la produzione della 315 fu destinata solo alla Wehrmacht. A tale proposito vale la pena ricordare che una piccola parte di questa produzione fu con carrozzeria di tipo kübelwagen. Quando la carriera commerciale della 315 terminò definitivamente, la produzione ammontò a 9.763 esemplari.

### Galleria d'immagini
| 315 berlina | 315 Cabriolet | 315 Trasformabile | 315/1 |
| ----------- | ------------- | ----------------- | ----- |
|             |               |                   |       |
|             |               |                   |       |

### Attività sportiva
La 315 dovette il suo successo anche alla sua intensa attività sportiva: degne di nota sono state le vittorie del terzetto tedesco Brenner-Kandt-Von Delius con le loro 315/1 alla International Trial e in occasione di una gara di 2000 km attraverso la Germania.

Nel 1936, Ralph Roese si affermò al volante di una 315/1 in occasione di una gara nella città di Colonia; tre anni dopo, quando la 315 era già fuori produzione, lo stesso pilota, condusse la 315/1 di vittoria in vittoria.

Tra le altre gare in cui la 315 si batté valorosamente, vi furono le edizioni 1934, 1935 e 1936 della Eifel Race al Nürburgring. Queste ed altre numerose affermazioni in campo sportivo fecero conoscere per la prima volta il marchio BMW anche all'estero, tanto che l'inglese Frazer-Nash concluse un accordo con la casa dell'Elica per produrre su licenza la 315 e la 315/1 anche in Regno Unito.